# Rosa Ispahan
Rosa 'Ispahan', también conocida como 'Rose d'Ispahan' y 'Pompon des Princes', es una rosa de Damasco de color rosa claro, semiabierta, un tipo de rosa de jardín introducida desde el Medio Oriente a Europa durante la cruzada 13 siglo.

## Descripción

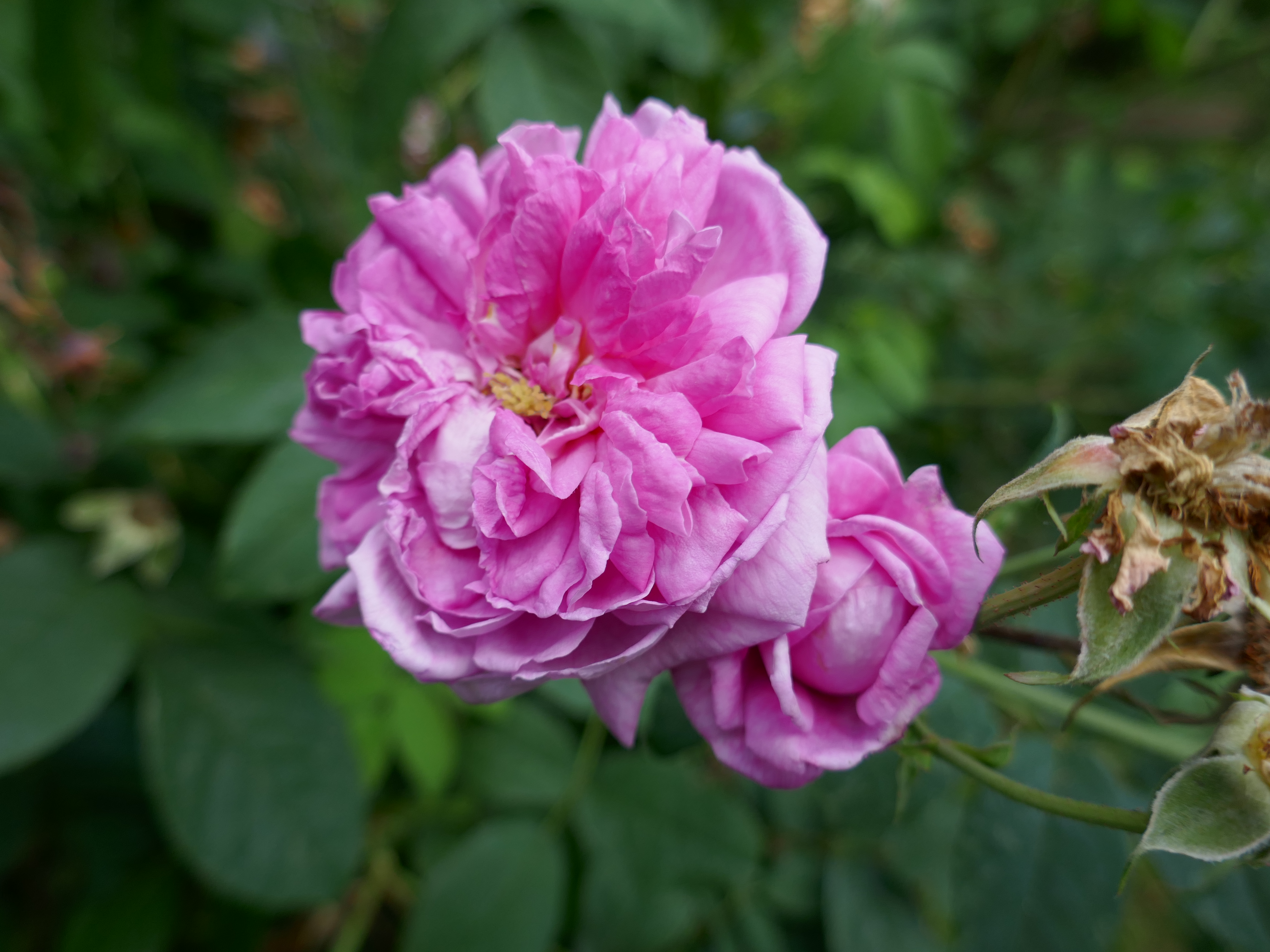
Rosa 'Ispahan' floreciendo en Rosenhang Karben (Alemania)

Las flores dobles son grandes, alcanzando un diámetro de  hasta 9 centímetros (3,5 plg), y tienen una fragancia fuerte y dulce. Aparecen en gran número en grupos que pueden contener hasta 15 flores, y son muy adecuadas como flores para cortar. Su color se describe como rosa media sedosa, con un centro ligeramente más oscuro que se oscurece solo un poco. 'Ispahan' florece solo una vez, pero por un período de seis semanas, el más largo de todas las rosas damascenas.
El arbusto vigoroso crece 1,2 a 2,5 metros (3,9 a 8,2 pies) altura y 0,9 a 2 metros (3 a 6,6 pies)de ancho, con forma colgante, follaje verde claro y pocas espinas grandes. Es robusto, resistente a las enfermedades y resistente al invierno hasta -20 °C ( zona USDA 5 a 6). El cultivar tolera media sombra, suelos pobres y es muy adecuado para climas más duros. Se puede cultivar en contenedores, en solitario, en grupos o como seto.

## Historia
Su origen no está claro: fue introducido en el Reino Unido por la diseñadora de jardines Norah Lindsay (1873-1948), pero probablemente se desarrolló a principios del siglo XIX, probablemente en Persia. El cultivar se llama 'Ispahan' en honor a la ciudad de Isfahán en Irán, famosa por sus jardines y rosas, donde aparentemente se descubrió el cultivo en un jardín.
El cultivar sigue siendo popular. David Austin todavía la recomienda encarecidamente por su floración libre, entre las primeras Old Roses en comenzar a florecer y las últimas en continuar, y por su fina fragancia Damask. Peter Beales la cuenta como una de sus rosas damascenas favoritas, Christine Meile llama a la 'Ispahan' en flor el rosal más atractivo y una planta solitaria ideal, si se tiene suficiente espacio.